# Bilow

Wappen derer von Bilow

Bilow ist der Name eines alten vorpommerschen Adelsgeschlechts mit dem gleichnamigen Stammhaus Bilow bei Loitz in Vorpommern.
Die Familie ist nicht zu verwechseln mit den von Bibow, von Below oder von Bülow. Zweige des Geschlechts bestehen gegenwärtig fort.

## Geschichte
Das Geschlecht erscheint erstmals urkundlich in den Jahren 1320–1325 mit Hinricus Bylowe und Dominus Hermannus de Bylowe. Die ununterbrochene Stammreihe beginnt 1387 mit Radeke von Bilow auf Bilow.
Angehörige der Familie haben mit Auszeichnung im schwedischen, preußischen und dänischen Militär gedient. Otto von Bilow war dänischer Hofmarschall. Ebenso waren Vertreter der Familie in der Kommunalpolitik und in mehreren Verbänden tätig.
Über einige Generationen zeigten sich die von Bilow als Land- und Forstwirte. Ein Cäsar von Bilow war zunächst Schüler auf dem bekannten Pädagogium zu Putbus, dann am Gymnasium in Anklam und ging später auf die Landwirtschaftlichen Akademie Poppelsdorf. Die größte Konstanz im Gutsbesitz weist bis vor der Bodenreform der 450 ha Besitz in Borgstedt bei Grimmen aus. Die letzten Ausgaben der amtlich publizierten Güter-Adressbücher für Pommern geben ab 1914 als Eigentümer die von Bilow`schen Erben aus. Die Erben waren die letzten Nachfahren des Malte Alexander Ferdinand von Bilow (1815–1888) und seiner Ehefrau Friederike Boeckler. Er war Grundherr auf Gülzow, Drosedow, Borgstedt und Groß Rakow. Der älteste Sohn, Leutnant Hugo von Bilow (1843–1870), liiert mit Klara von Borcke, hatte eine Tochter Klara (1869–1942), die wiederum kurz mit dem Juristen Konrad Schönfeld verheiratet war. Der zweite Sohn Malte Erdmann von Bilow (1847–1932) heiratete 1880 Mia von Hennings. Sie hatten eine Tochter, Gertrud, liiert mit dem General Kurt Hartwich. Und ihr Sohn Malte-Georg von Bilow wählte eine militärische Karriere, wurde Oberst. Er war mehrfach verheiratet und hatte aus erster Ehe die Tochter Ursula-Margarete, die unvermählt in Berlin lebte. So sind faktisch nach dem Genealogischen Handbuch des Adels Ursula-Margarete von Bilow und ihre Tante Klare, geschiedene Schönfeld, die oben zitierte Erbengemeinschaft.

## Historischer Güterbesitz gesamt
- in Pommern: Bilow, Borgstedt, Drosedow, Gasgow, Grellenberg, Grischow, Gülzow (Gülzowshof), Landsdorf, Rakow, Schmoldow, Schönenfelde und Schönenwalde
- in Mecklenburg: Brookhusen, Guthendorf, Schlackendorf[9] und Wahrstorf

## Wappen
Das Stammwappen zeigt in Rot drei querliegende, silberne Beile übereinander, die Eisen nach rechts und abwärts gekehrt. Auf dem gekrönten Helm mit rot-silbernen Decken zwei aufwärts geschrägte, silberne Beile.

## Angehörige
- Georg von Bilow († nach 1659), schwedischer General,[11] Kommandant von Thorn
- Karl Gustav von Bilow, preußischer Kapitain († nach 1793), Ritter[12] des Orden Pour le Mérite
- Nils Ferdinand von Bilow (* 1800; † 1846), pommerscher Gutsbesitzer, Politiker und Historiker[13]